# Tonyina d'aleta groga

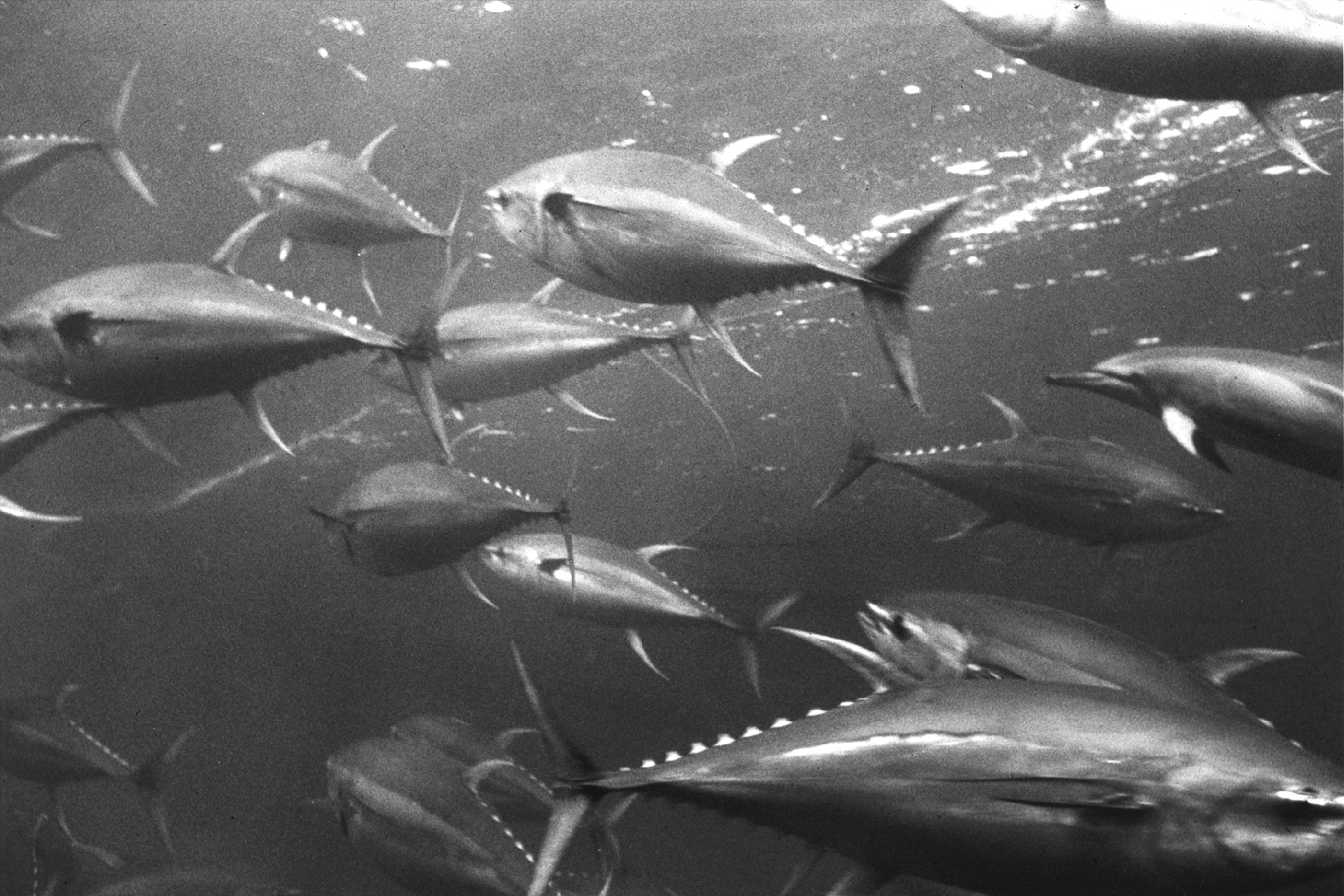
Banc de tonyines d'aleta groga

La tonyina d'aleta groga (Thunnus albacares) és una espècie de peix teleosti de la família dels escòmbrids i de l'ordre dels perciformes.

## Morfologia
- Els mascles poden assolir els 239 cm de longitud total i els 200 kg de pes.
- El dors és blau acer.
- Els flancs són grisencs, el ventre argentat, les aletes grogues i la carn rosada.[1]

## Distribució geogràfica
Es troba a tots els mars tropicals i subtropicals puix que és una espècie altament migratòria. Absent de la Mediterrània.

## Interès pesquer
Es pesca pràcticament durant tot l'any en aigües tropicals i equatorials.

## Observacions
La seva carn rarament es comercialitza fresca, ja que es tracta de la tonyina més emprada en conserveria.